# 托特考·尚多尔
托特考·尚多尔（匈牙利語：Tótka Sándor，1994年7月27日—），匈牙利男子皮划艇运动员。他曾代表匈牙利参加2016年和2020年夏季奥林匹克运动会皮划艇比赛，其中2020年奥运会获得一枚金牌。